# Antonio Perduca
Antonio Perduca (Corvino San Quirico, 7 maggio 1905 – Roma, ...) è stato un calciatore italiano, di ruolo difensore.

## Caratteristiche tecniche
Era un terzino capace di giocare sia a destra che a sinistra.

## Carriera
Inizia la sua carriera professionistica nelle file del Torino, nelle cui file non scende mai in campo.
Dopo esperienze con Atalanta e Legnano, nel 1931 viene acquistato dall'Ambrosiana-Inter. A Milano, chiamato al difficile compito di sostituire Gianfardoni che si era gravemente infortunato l'anno precedente, ottiene un sesto posto in classifica e in seguito viene ceduto al Bari. Dopo una stagione nel capoluogo pugliese, terminata con una retrocessione in Serie B, Perduca decide di trasferirsi alla Lucchese in Prima Divisione. A Lucca è protagonista della stagione che porta la squadra rossonera, sotto la guida dell'ungherese Ernő Erbstein, ad ottenere nel giro di tre anni una storica promozione in Serie A. È il capitano della squadra. In Toscana ottiene due salvezze.
Pone fine alla sua carriera agonistica al termine della stagione 1937-1938.

## Palmarès
- Promozione in Serie B: 1

Lucchese: 1933-1934
- Promozione in Serie A: 1

Lucchese: 1935-1936